# Casa di Gian Rodolfo Vismara
La casa di Gian Rodolfo Vismara è stata una dimora gentilizia di Legnano. Si trovava nell'attuale largo Seprio, lungo corso Italia. Risalente al XV secolo, è stata abbattuta tra il 1934 e il 1936.

## Storia

Largo Seprio a Legnano negli anni trenta. Sulla destra, si intravede la Casa di Gian Rodolfo Vismara

Era un edificio di due piani a corte. Internamente era caratterizzato da un porticato costituito da grandi arcate a sesto acuto sorrette da colonne in pietra e capitelli di arenaria e, al piano superiore, da un ballatoio che metteva in comunicazione le varie stanze. Erano presenti, sia verso la strada che verso il cortile, una lunga serie di finestre ogivali. Il complesso architettonico era frazionato in quattro grandi camere; una di esse era lunga 12 metri ed era adibita a sala da ballo. Le mura perimetrali dell'edificio erano costruite in mattoni. Il complesso architettonico comprendeva anche una vasto giardino e alcuni locali che erano abitati dai contadini a servizio del palazzo e dei nobili che lo albergavano.

Largo Seprio (all'epoca corso Vittorio Emanuele) a Legnano in un'immagine precedente al 1915. Sulla sinistra, davanti all'edicola, la Casa di Gian Rodolfo Vismara. Si riconoscono i binari della tranvia Milano-Gallarate, che sono stati eliminati con la chiusura della tranvia, che avvenne nel 1966

Questa dimora gentilizia era ricca di decorazioni ad affresco. Di fattura rinascimentale, erano costituite da una striscia dipinta all'interno della quale erano presenti, alternativamente, gli stemmi nobiliari della famiglie dominavano Legnano nel XV secolo (Vismara, Corio e Crivelli) e i ritratti di alcuni nobili appartenenti alle casate citate. Tra questi ultimi e gli stemmi, erano dipinti dei putti che cavalcavano delle ghirlande di fronde. Lo stile dei ritratti dei signori, riconoscibile dalle acconciature e dai copricapi, era mediceo. Inoltre era presente, in una delle stanze, un affresco raffigurante alcune scene di caccia.
Parte del complesso ospitò, per volere del Conte Gian Rodolfo Vismara, il convento di Santa Chiara, in seguito destinato a pellegrosario La Casa di Gian Rodolfo Vismara e l'annesso convento di Santa Chiara sono stati demoliti tra il 1934 e il 1936. Gli affreschi, staccati e salvati da Guido Sutermeister prima dell'abbattimento del complesso architettonico, vennero prima ospitati all'interno del museo civico di Legnano e poi trasferiti alla Torre Colombera, dove sono conservati tuttora.